# Принія сан-томейська

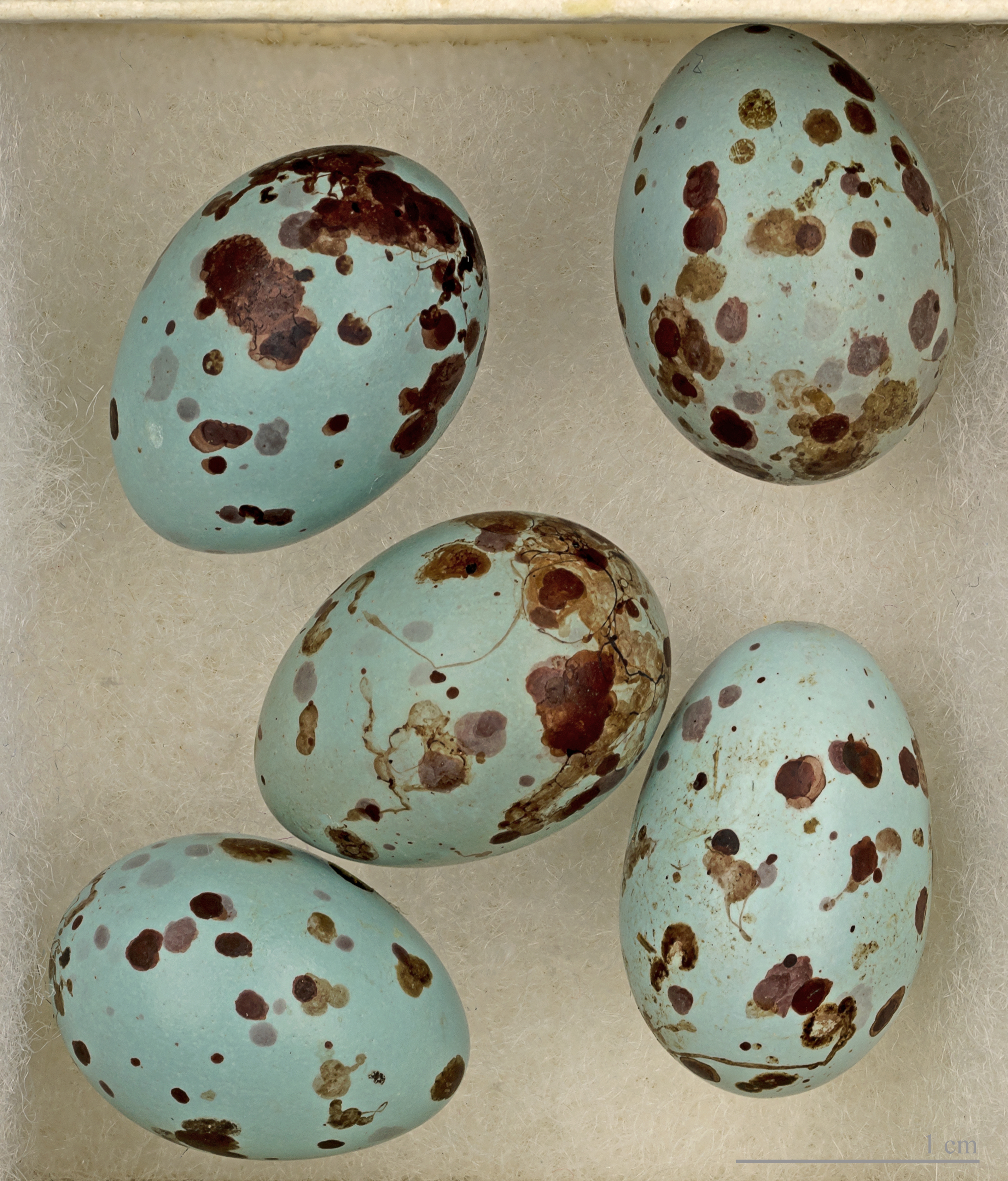
Яйця сан-томейської принії (Тулузький музей)

Принія сан-томейська (Prinia molleri) — вид горобцеподібних птахів родини тамікових (Cisticolidae). Ендемік острова Сан-Томе.

## Поширення і екологія
Сан-томейські принії живуть в чагарникових заростях, на пасовищах, в рівнинних і гірських тропічних лісах, на плантаціях, в парках і садах.